# LinkArena
LinkArena ist ein deutschsprachiger Social-Bookmarking-Online-Dienst.
Mitglieder der Linkarena können Lesezeichen (auch Bookmarks genannt) speichern und in Ordnern oder mit Tags archivieren. Standardmäßig sind die Lesezeichen eines Mitglieds öffentlich für jedermann sichtbar, sie können aber auch als privat markiert werden, sodass sie nur noch vom Besitzer selbst eingesehen werden können.
Eine Suchmaschine hilft Mitgliedern und Besuchern, die Lesezeichen eines bestimmten oder aller Mitglieder zu durchsuchen. Die Suchmaschine bietet eine Personalisierung der Suchvorgänge; so ist es beispielsweise für eingeloggte Mitglieder möglich, Suchergebnisse zu löschen oder in einem Suchkorb ablegen, um diese später schnell wiederzufinden.
Linkarena besteht seit Mitte 2004 und wird von der Werbeagentur dimento.com in Münster betrieben.

## Geschichte und Entwicklung
Die Idee der Online-Verwaltung von Lesezeichen entsprang einem vollständigen Verlust der lokal gespeicherten Lesezeichen des Geschäftsführers Dieter Stratmann. Das Projekt wurde Ende 2002 ursprünglich unter dem Namen Favoriten-Web veröffentlicht, wurde jedoch im Mai 2004 in Linkarena umbenannt. Linkarena gilt somit als Pionier der deutschen Social Bookmarking-Anwendungen.
Nach eigenen Angaben der Betreiber ist Linkarena der erste deutschsprachige Dienst, der Social Bookmarking speziell für mobile Endgeräte optimiert hat. Seit Februar 2007 ist es den Benutzern der Linkarena möglich, ihre Lesezeichen auf PDAs und web-fähigen Handys zu speichern und/oder einzusehen.
Mittlerweile gehört Linkarena zu den 800 relevantesten Websites Deutschlands. Nach eigenen Angaben von dimento.com wird Linkarena von 1 Mio. Internetnutzern monatlich besucht.